# Mario Maffei
Mario Maffei (* 1918 in Rom; † 2001) war ein italienischer Regieassistent und Filmregisseur.

## Leben
Maffei war zwischen 1936 und 1991 über einen Zeitraum von 55 Jahren als Regieassistent tätig; zwischen 1963 und 1969 übernahm er bei drei Spielfilmen und einer Kurzfilmserie selbst die Inszenierung; sein erster eigener Film war eine der vielen Versionen von I promessi sposi 1963. Einige Male als Darsteller eingesetzt, produzierte er Mitte der 1960er Jahre auch zwei Werke.
Maffei war 1936 erstmals für Filme tätig, noch unter dem Pseudonym Michele Badiek; mit Beginn des Zweiten Weltkriegs begann er für Reportagen zu arbeiten und kehrte nach dessen Ende zum Spielfilm zurück.

## Filmografie (Auswahl)
- 1966: La grande notte di Ringo (Regie und Drehbuch)
- 1966: Heißes Pflaster für Spione (Da Berlino l’apocalisse) (Regie und Drehbuch)
- 1973: Die Ermordung Matteottis (Il delitto Matteotti) (Darsteller, Drehbuch)